# Firefox (film)
Firefox – amerykański film akcji z 1982 w reżyserii Clinta Eastwooda powstały na podstawie powieści Craiga Thomasa o takim samym tytule.

## Fabuła
Raporty wywiadu brytyjskiego z bazy radzieckiej w Biliarsku dostarczają informacji na temat nowej supertajnej broni – niewidzialnego dla radarów i niezwykle szybkiego samolotu, któremu przypisano nazwę Firefox. Z tajną misją do ZSRR wyjeżdża (pod przybranym nazwiskiem) amerykański pilot, weteran wojny w Wietnamie – major Mitchell Gant. Jego zadaniem jest porwanie i uprowadzenie Firefoxa.

## Obsada
- Clint Eastwood – Mitchell Gant
- Freddie Jones – Kenneth Aubrey
- David Huffman – kapitan Buckholz
- Warren Clarke – Paweł Upienskoj
- Ronald Lacey – Semełowski
- Kenneth Colley – pułkownik Kontarski
- Klaus Löwitsch – generał Władymirow
- Nigel Hawthorne – Piotr Baranowicz
- Dimitra Arliss – Natalia